# Federico Giunti
Federico Giunti est un footballeur italien, né le 6 août 1971 à Pérouse. Il évoluait au poste de milieu de terrain et est aujourd'hui reconverti en entraineur.
Il a joué dans six équipes italiennes : Pérouse, Parme, le Milan AC, Brescia, Bologne et Vérone ainsi que dans une équipe turque, le Beşiktaş JK.  Avec son premier club, Pérouse, il a fait le grand saut en passant de la Serie C1 à la Serie A et ce en à peine trois saisons. Avec Beşiktaş, il a remporté le Championnat turc en 2003.
Giunti possède une sélection en équipe d'Italie. Son unique apparition en équipe nationale a eu lieu le 6 novembre 1996 lors d'un match amical face à la Bosnie-Herzégovine.

## Palmarès
- Champion d'Italie en 1999 avec le Milan AC.
- Champion de Turquie en 2003 avec Beşiktaş.
- 1 championnat de Serie B en 2008 avec Chievo Vérone.
- 1 sélection en équipe d'Italie.